# 友部自動車学校
株式会社友部自動車学校（ともべじどうしゃがっこう）は、茨城県笠間市にある茨城県公安委員会公認自動車教習所を運営する企業である。合宿免許にも対応しており、学校寮別館の他、同じグループ企業の友部シティホテルにも宿泊可能。

## 種類
- 中型自動車
- 普通自動車
- 大型特殊自動車
- 大型自動二輪車
- 普通自動二輪車

## 茨城グリーングループ企業
茨城グリーングループは、かつて株式会社茨中を中核とする企業グループであったが、2006年8月に民事再生法の適用を申請し、現在茨中はグループを離脱している。
- 株式会社友部自動車学校
- 友部シティホテル
- 美原インターナショナル株式会社（マツダオートザム友部）

## アクセス
- JR東日本（常磐線・水戸線）友部駅下車、車で3分